# Frans Hubert Edouard Arthur Walter Robyns
Frans Hubert Edouard Arthur Walter Robyns, znan kao Walter Robyns (Aalst, Belgija, 25. svibnja 1901. – 27. prosinca 1986., belgijski botaničar. Njegov sin André Robyns (1935. – 2003.) također je bio botaničar.

## Životopis
Doktorirao na Katoličkom sveučilištu u Leuvenu. Dvije je godine boravio u Kraljevskim botaničkim vrtovima u Kewu, putovao po središnjoj Africi i taksonomski radio na brojnim skupinama afričkih biljaka, među kojima su: Rubiaceae, trave i mahunarke.
Od 1931. do 1966. obnašao je dužnost ravnatelja Nacionalnog botaničkog vrta Belgije (Jardin Botanique National de Belgique, Nationale Plantentuin van België), gdje je oblikovao prijelaz instituta s lokacije u Bruxellesu u Bouchoutu, dvorcu u Meiseu.
Inicirao je seriju monografija o flori središnje Afrike i serija neprekinuto izlazi do danas ("Flore d'Afrique centrale"). Od 1959. do 1964. bio je predsjednik Međunarodne asocijacije za taksonomiju biljaka.
U botaničkim referencijama ga se navodi pod kraticom Robyns; sin mu je pod kraticom A. Robyns.

## Djelomična bibliografija
- Flore agrostologique du Congo Belge et du Ruanda-Urundi, Bruxelles : Goemaere, 1929-1934 – Agrostološka flora Belgijskog Konga i Ruande-Urundija.
- Flore des spermatophytes du Parc national Albert (s Rolandom Tournayem) Bruxelles : Institut des parcs nationaux du Congo belge, 1947-1955 – Sjemenjače iz Nacionalnog parka Albert.
- Les territoires biogéographiques du Parc National Albert, Bruxelles : Institut des parcs nationaux du Congo belge, 1948 – Biogeografski teritorija Nacionalnog parka Albert.
- Flore du Congo belge et du Ruanda-Urundi, préparée par le Comité exécutif, Bruxelles : [Jardin botanique de l'État], 1958 – Flora of the Belgian Congo and Ruanda-Urundi.[4]

## Eponimi
Eponimi:
- Robynsia, porodica Rubiaceae, ime je uveo John Hutchinson (1931.).
- Robynsiella, porodica Amaranthaceae, ime je uveo Karl Suessenguth (1938.).
- Robynsiochloa, porodica Poaceae, ime je uveo Henri Jacques-Félix (1960.).
- Robynsiophyton, porodica Fabaceae, ime je uveo Rudolf Wilczek (1953.).[1]

## Vanjske poveznice
- Walter Robyns na stranicama Nacionalnog botaničkog vrta Belgije  Arhivirana inačica izvorne stranice od 19. ožujka 2012. (Wayback Machine)
- Flore d'Afrique Centrale (Zaïre-Rwanda-Burundi). Spermatophytes na stranicama Smithsonian Collections Search Center
- Walter Robyns, Nacionalna knjižnica Francuske
- Walter Robyns na SUDOC-u